# Aeschropteryx invariaria
Aeschropteryx invariaria là một loài bướm đêm trong họ Geometridae.